# Robert Nahuet
Robert Nahuet est un archiviste et chercheur québécois né en 1954 œuvrant à la Direction générale des Archives de Bibliothèque et Archives Canada (BAC) depuis 2001,. 

## Biographie
Nahuet obtient une maîtrise en histoire à l’Université du Québec à Montréal (UQÀM) en 1984. Il obtient ensuite un doctorat au département d’histoire de la faculté des lettres de l’Université Laval en 1996, dont la thèse porte sur la gestion des documents d’archives au sein des institutions universitaires.
De 1990 à 1999, Robert Nahuet occupe un poste de professeur à l’Université Laval, où il est également directeur du programme de premier cycle en archivistique.
Il consacre une partie du début de sa carrière à œuvrer au sein du secteur privé, période pendant laquelle il participe notamment au développement de la Metadata Catalytic Initiative, et occupe plusieurs postes dans des organisations diverses telles que Systematix, Teleglobe Canada ou encore la Banque Nationale du Canada.
Robert Nahuet se démarque particulièrement pour sa grande implication auprès de diverses associations du domaine de l’archivistique, incluant le Groupe interdisciplinaire de recherche en archivistique (GIRA), le Bureau Canadien des Archivistes (BCA), dont il est Secrétaire Général entre 2007 et 2008, la Section des associations professionnelles du Conseil international des archives (SPA/ICA) et l’Association des Archivistes du Québec (AAQ), qu’il préside de 2004 à 2005.
Cet archiviste se démarque également pour la richesse de sa contribution intellectuelle dans le domaine de la recherche en archivistique, autant sur le plan théorique que pratique, de même que pour son implication dans la promotion et le perfectionnement de la formation archivistique au Québec. Depuis le début de sa carrière, Robert Nahuet a publié de nombreux articles dans des revues disciplinaires telles que la revue Archives de l’AAQ, la revue Atlantis de l’International Institute for Archival Science, la Gazette des archives ou encore la revue Archivaria de l’Assocation des Archivistes Canadiens (AAC),. 

## Contribution intellectuelle
À l’issue de ses études doctorales, les intérêts de recherche de Robert Nahuet concernent entre autres les documents d’archives institutionnelles et plus particulièrement la gestion de l’information organique et consignée au sein des institutions universitaires en tant qu’organisations contemporaines complexes. Certains de ses travaux s’intéressent notamment à l’effet de la double culture organisationnelle prenant place au sein des universités, composées à la fois du corps professoral et d’unités strictement administratives, sur la convergence de visions maximalistes et minimalistes de l’application du principe de respect des fonds,. Celui-ci s’interroge également sur le jeu d’opposition s’établissant entre une tendance vers l’autonomie des instances purement administratives qui composent les organisations universitaires, où tend à s’appliquer une vision davantage minimaliste, et celle d’une gestion centralisée à l’échelle institutionnelle, où une vision davantage maximaliste du principe de respect des fonds tend à s’appliquer,.
Nahuet porte également des intérêts de recherche plus spécifiques aux fonctions d’évaluation et de sélection des documents d’archives de même qu’à la manière dont différentes conceptions de la notion de valeur des documents d’archives s’insèrent dans la pratique de ces précédentes fonctions,. Celui-ci s’attarde notamment à explorer l’évolution de cette notion au sein de différents courants théoriques disciplinaires et s’interroge sur les possibles implications, en l’occurrence les critères de sélection, résultant de l’adoption de l’une ou l’autre de ces conceptions de la valeur des documents d’archives selon que ceux-ci soient conçus au regard de la culture organisationnelle qui les a fait naître, de la société dans laquelle cette organisation s’insère elle-même de manière plus générale ou encore selon la perspective professionnelle et l’expertise théorique de l’archiviste qui œuvre au sein de l’organisation. Ces réflexions le mènent à défendre une vision intégrée de la pratique archivistique défendant l’indissociabilité des valeurs primaires et secondaires des documents d’archives et appelant à une réconciliation entre la perspective patrimoniale traditionnelle de la discipline et la perspective foncièrement administrative récemment développée par les méthodes du records management,. 
Finalement, ses réflexions l’amènent à s’interroger quant à l’avenir de la pratique archivistique eu égard aux nombreuses transformations organisationnelles que subissent les institutions contemporaines à l’aube du XXIe siècle et à réaffirmer incontestablement la pertinence du principe de respect des fonds en s’attardant à illustrer son adaptabilité aux nouvelles réalités auxquelles font face les organisations, notamment en l’ajustant au traitement des documents d’archives numériques à travers l’utilisation de métadonnées,.
Outre ses multiples engagements à titre de membre au sein de divers comités et associations professionnelles disciplinaires, Robert Nahuet publie occasionnellement des travaux rétrospectifs témoignant de son implication à promouvoir la profession archivistique à l’échelle nationale, illustrant notamment le rôle significatif que joue l’AAQ autant dans le perfectionnement des formations académiques que dans la mise à jour des compétences des professionnels du marché du travail à travers l’organisation de congrès annuel et l’offre de formation et de guides pratiques, .

## Publications
- Lorraine Gadoury Robert Nahuet, « Pour mieux comprendre l’archivistique québécoise », Archivaria, vol. 59,‎ 2005, p. 15–26 (lire en ligne)
- « Nahuet », International Institute of Archival Sciences (IIAS) of Trieste and Maribor
- Robert Nahuet, « Les Structures universitaires et les fonds d’archives : Les visions maximaliste et minimaliste », Archives, vol. 22, no 3,‎ 1991, p. 67–72
- Robert Nahuet, La Vision minimaliste du principe de respect des fonds : Le cas des archives de l’Université Laval (Thèse de doctorat (Ph.D.)), Université Laval, Département d’histoire, 1996
- Robert Nahuet, « Une théorie de l’évaluation : Quelques éléments de réflexion », Archives, vol. 28,‎ 1996, p. 33–47
- Robert Nahuet, « Cultures organisationnelles et gestion des archives à l’Université Laval », Archives, vol. 30,‎ 1998, p. 83–107 (lire en ligne)
- Robert Nahuet, « L’Archivistique contemporaine à l’âge adulte : Pertinence et actualité du respect des fonds », Archives, vol. 41, no 1,‎ 2009, p. 45–60 (lire en ligne)
- Robert Nahuet, « L’Association des archivistes du Québec : La formation et le perfectionnement en archivistique », La Gazette des archives, vol. 218,‎ 2010, p. 227–251 (DOI https://doi.org/10.3406/gazar.2010.4678)
- Robert Nahuet, « Le Groupe interdisciplinaire de recherche en archivistique (GIRA) : Éléments de son évolution et activités principales depuis 30 ans », Documentation et bibliothèques, vol. 64, no 3,‎ 2018, p. 48–54 (DOI https://doi.org/10.7202/1061711ar)
- Robert Nahuet, « Réflexion sur la notion de valeur pour la sélection des ressources documentaires », Revista arhivelor / Archives Review, vol. 1‑2,‎ 2018, p. 9–22 (lire en ligne)
- Robert Nahuet et Alain Roy, L’Information et ses valeurs dans le monde numérique : Entre commodité et bien commun, 2016 (lire en ligne)
- « Nahuet, Robert, 1954- », sur VIAF. Fichier d'autorité internationale virtuel (consulté le 16 octobre 2023)
- « Robert Nahuet », Gouvernement du Canada (GOC411). Répertoire des employés, 2020 (consulté le 16 octobre 2023)
- « Robert Nahuet », Groupe interdisciplinaire de recherche en archivistique (GIRA)s (consulté le 16 octobre 2023)